# Johnny Strong
 (mai 2018).
Si vous disposez d'ouvrages ou d'articles de référence ou si vous connaissez des sites web de qualité traitant du thème abordé ici, merci de compléter l'article en donnant les références utiles à sa vérifiabilité et en les liant à la section « Notes et références ».
Johnny Strong (né Johnny Christopher Strong en 1974 à Los Angeles) est un acteur, chanteur, musicien américain.
Ses rôles les plus marquants sont celui d'Eddie dans Get Carter, avec Sylvester Stallone, Leon dans Fast and Furious, et celui du Sergent 1re classe Randall Shughart, dans le film de Ridley Scott,  La Chute du faucon noir.
Il est également le fondateur du groupe de post-grunge américain Operator.

## Biographie
Né à Los Angeles en Californie, Johnny Strong se passionne dès l'âge de 7 ans pour les arts martiaux, et plus tard pour le jiu jitsu brésilien, raison pour laquelle il refuse aujourd'hui de communiquer son âge, car telle est la devise des combattants brésiliens de ne pas divulguer leur âge avant un combat.
Ses sports préférés sont le free fight, le kickboxing, la boxe et le basket-ball.
Il vit toujours à Los Angeles, en compagnie de ses 3 chiens, Hondo, Sophie et Butch.
Il a été marié 3 ans à l'actrice américaine Alexandra Holden.

## Carrière cinématographique
Johnny Strong a commencé sa carrière d'acteur en 1991, dans le film d'Alan Parker: Les Commitments.
Mais c'est en 2001 qu'il se fait connaître du grand public grâce à son rôle de Leon dans Fast and Furious. Il enchaîne l'année d'après avec ce qui est pour lui le rôle le plus mémorable de sa carrière. Il interprète le rôle du sergent Randall D. Shughart dans le film de Ridley Scott, La Chute du faucon noir qui relate l'histoire vraie de soldats américains lors de la guerre civile en Somalie en 1993.
Il s'est fait plutôt discret depuis au cinéma, mais il est à l'affiche du film Sinners and Saints.